# Pietà (Bellini)
Pietà är en oljemålning av den italienske konstnären Giovanni Bellini. Den målades cirka 1505 och ingår sedan 1934 i Gallerie dell'Accademias samlingar i Venedig. 
Pietà är ett vanligt motiv inom renässanskonsten och skildrar den sörjande Jungfru Maria, sittande med den döde Kristus i sitt knä. Såren efter korsfästelsen är synliga på hans händer och fötter. Bellinis oeuvre domineras av religiösa motiv och framförallt madonnabilder, till exempel den ungefär samtidigt målade Madonnan på ängen som har flera likheter med Pietà – men med skillnaden att Jesus där avbildas som barn. Bellini hade tidigare porträtterat den döde Jesus omgiven av en stående Maria, ett så kallat Stabat mater-motiv, och evangelisten Johannes (se bildgalleri). Det är möjligt att Bellini i 1505 års version inspirerats av Michelangelos berömda skulptur med samma namn som utfördes 1498–1499. 
Jungfru Maria och Kristus befinner sig på en blomsteräng som är fylld av kristen symbolik: den bittra maskrosörten representerar Jesu lidande och död, de vita jordgubbsblommorna är symbolen för rättfärdighet, violer för ödmjukhet, tistlarna för andlig och kroppslig smärta och det avhuggna trädet till vänster representerar livets träd i Edens lustgård som höggs ner för att bygga Kristi kors. I bakgrunden syns flera identifierbara landmärken, till exempel katedralen och Basilica Palladiana i Vicenza, Sant'Apollinare in Classe i Ravenna och bron Ponte del Diavolo i Cividale del Friuli.    
Målningen har tidigare varit i familjerna Martinengos respektive Donà delle Roses ägo. För att skilja den från andra Bellinimålningar med samma namn kallas den ibland Pietà Martinengo.

## Bildgalleri

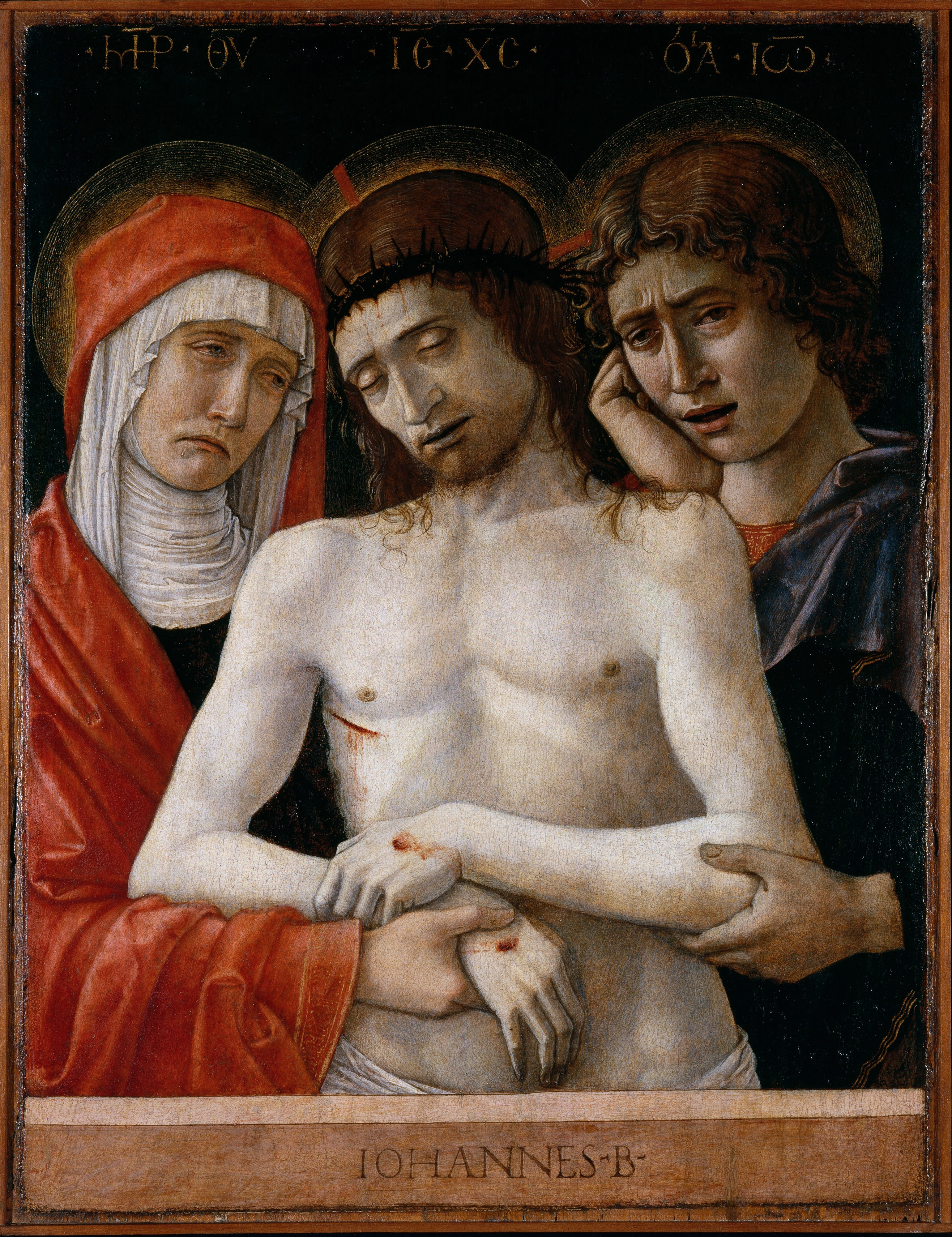
Kristus i Pietà mellan Jungfrun och evangelisten Johannes (Cristo in Pietà tra la Vergine e san Giovanni evangelista) från cirka 1455. 52 × 42 cm. Accademia Carrara i Bergamo.
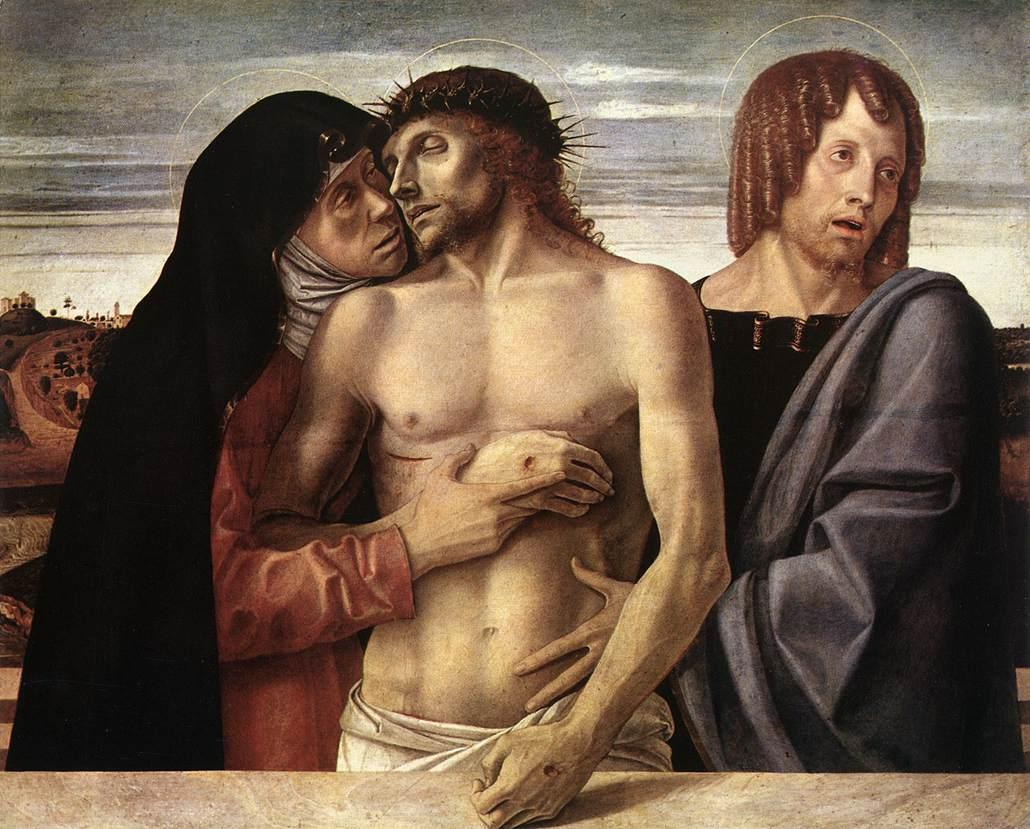
Pietà från cirka 1460. 86 × 107 cm. Pinacoteca di Brera i Milano.